# الکساندر استپانوف
الکساندر استپانوف (اوکراینی: Олександр Михайлович Степанов؛ زادهٔ ۲۶ مهٔ ۱۹۸۳) بازیکن فوتبال اهل اوکراین است.
از باشگاه‌هایی که در آن بازی کرده‌است می‌توان به باشگاه فوتبال ساترن رامنسکویه و باشگاه فوتبال اسپارتاک ولادی‌قفقاز اشاره کرد.